# Metal Mutant
Metal Mutant – gra zręcznościowa wydana w 1991 roku przez Silmarils na platformy MS-DOS, Amiga i Atari ST. Koncepcja gry jest bardzo zbliżona do tytułu Thexder autorstwa Sierra Entertainment – gracz w dowolnej chwili może zmienić postać, którą steruje mając do wyboru trzy roboty: Cyborg, Dino i Tank. Każda z nich charakteryzuje się innymi właściwościami, bez współgrania których nie jest możliwe ukończenie gry. Każdy robot na początku ma dostępny pewien zestaw możliwych do wykonywania czynności, lecz w trakcie rozgrywki można je unowocześniać i rozwijać.